# Francis Addington Symonds
Francis Addington Symonds (1893-1971) foi um escritor de língua inglesa autor de Murder of me, traduzido na França em 1950 como Mon propre assassinat e no Brasil em 1953 como Meu próprio assassinato, história policial original em que um homicídio é contado do ponto de vista da vítima.
Curiosamente, embora a obra tenha feito muito sucesso à época em vários países, o autor é hoje praticamente desconhecido, e mesmo o livro que lhe conferiu celebridade tão vasta quanto efêmera é hoje raro. Outro de seus livros foi publicado na França em 1960 sob o título de Un sourire assassin.

## Publicações
SYMONDS, Francis Addington. Portrait of the Accused: An Inspector Maxwell Quayne Mystery. London: T. V. Boardman Books, 1952.
SYMONDS, Francis Addington. Smile and Murder. London: T. V. Boardman Books, 1954.
SYMONDS, Francis Addington. Personal Efficiency Binding. London: Teach Yourself Books, 1955.
SYMONDS, Francis Addington. Death Goes Window Shopping. London: Ward Lock, 1961.
SYMONDS, Francis Addington. Stone Dead. London: Ward Lock, 1961.